# ماتیاس هورنرباخ
ماتیاس هورنرباخ (انگلیسی: Mathias Hönerbach؛ زادهٔ ۱۳ آوریل ۱۹۶۲) بازیکن فوتبال اهل آلمان است.
از باشگاه‌هایی که در آن بازی کرده‌است می‌توان به باشگاه فوتبال زاربروکن، باشگاه فوتبال بایر ۰۴ لورکوزن، و باشگاه فوتبال کلن اشاره کرد.
وی همچنین در تیم ملی فوتبال زیر ۲۱ سال آلمان بازی کرده‌است.